# درو براند
درو براند (بالإنجليزية: Drew Brand)‏ (8 نوفمبر 1957 بإدنبرة في المملكة المتحدة - ) هو لاعب كرة قدم بريطاني في مركز حراسة المرمى. لعب مع نادي إيفرتون ونادي بلاكبول ونادي ريكسهام ونادي كرو ألكساندرا ونادي هيرفورد ونادي ويتون ألبيون.